# Restauració anglesa
La Restauració anglesa (English Restoration, o simplement Restoration en anglès) és un episodi de la història d'Anglaterra que va començar l'any 1660, en què la monarquia va ser restaurada sota el regnat de Carles II d'Anglaterra, després de la Primera revolució anglesa i l'Interregne anglès. El terme "Restauració" s'aplica indistintament als fets que van provocar el retorn del rei i al període immediatament posterior a l'accés al poder de Carles II.

## El final del Protectorat
El Protectorat, que va precedir la Restauració anglesa i que va seguir la Commonwealth, podia haver continuat si el fill d'Oliver Cromwell, Richard, qui havia estat nomenat Lord Protector a la mort de son pare, haguera estat capaç de continuar la política del seu progenitor. La principal feblesa de Richard Cromwell és que no comptava amb el suport de l'exèrcit. Després de set mesos, l'exèrcit el va despatxar i el 6 de maig de 1659 va reinstaurar el Parlament romanent. Charles Fleetwood va ser elegit membre del Comitè de Seguretat i del Consell d'Estat, a més de ser designat com un dels set comissionats per a l'exèrcit. El 9 de juny de 1659 va ser nomenat lord general (comandant en cap) de l'exèrcit. No obstant això, la seua autoritat va ser soscavada pel Parlament, que va estimar-se més ignorar el poder de l'exèrcit de manera semblant al Parlament que sorgí després de la primera guerra civil. El 12 d'octubre de 1659, la Cambra dels Comuns va destituir General John Lambert i altres oficials, i va instal·lar Fleetwood com a cap d'un consell militar sota l'autoritat del President de la Cambra dels Comuns. L'endemà, Lambert va ordenar tancar les portes del Parlament i fer fora els seus membres. El 26 d'octubre va ser constituït un "Comitè de Seguretat", del qual eren membres Fleetwood i Lambert. Lambert va ser nomenat capità general de totes les forces d'Anglaterra i Escòcia i Fleetwood va ser nomenat general. El Comitè va enviar Lambert al front d'un gran exèrcit per trobar-se amb George Monck, qui comandava l'exèrcit anglès a Escòcia, per negociar un acord amb ell o, de no ser possible, obligar-lo a avenir-se.
Va ser en aquesta atmosfera com Monck, governador d'Escòcia sota els Cromwell, va conduir el seu exèrcit vers al sud des d'Escòcia. L'exèrcit de Lambert va començar a desertar, i Lambert va haver de tornar a Londres gairebé sol. Monck va avançar sobre Londres sense oposició. Els membres presbiterians del Parlament, exclosos per la purga de Pride de 1648, van ser readmesos, i el 24 de desembre l'exèrcit va restaurar el Parlament llarg. Fleetwood va ser destituït i se li va ordenar comparèixer davant del Parlament per respondre de la seua conducta. El 3 de març de 1660, Lambert fou enviat a la Torre de Londres, de la qual va fugir un mes més tard. Va intentar revifar la guerra civial a favor de la Commonwealth mitjançant una proclama per la qual cridava a tots els partidaris de la "Good Old Cause" a reunir-se en el camp de batalla d'Edgehill. Finalment va ser recapturat pel coronel Richard Ingoldsby, un dels participants en el regicidi de Carles I, que esperava obtenir el perdó mitjançant el lliurament de Lambert al nou règim. Lambert fou empresonat i va morir a l'illa de Drake l'any 1684; Ingoldsby fou perdonat.

## Restauració de Carles II

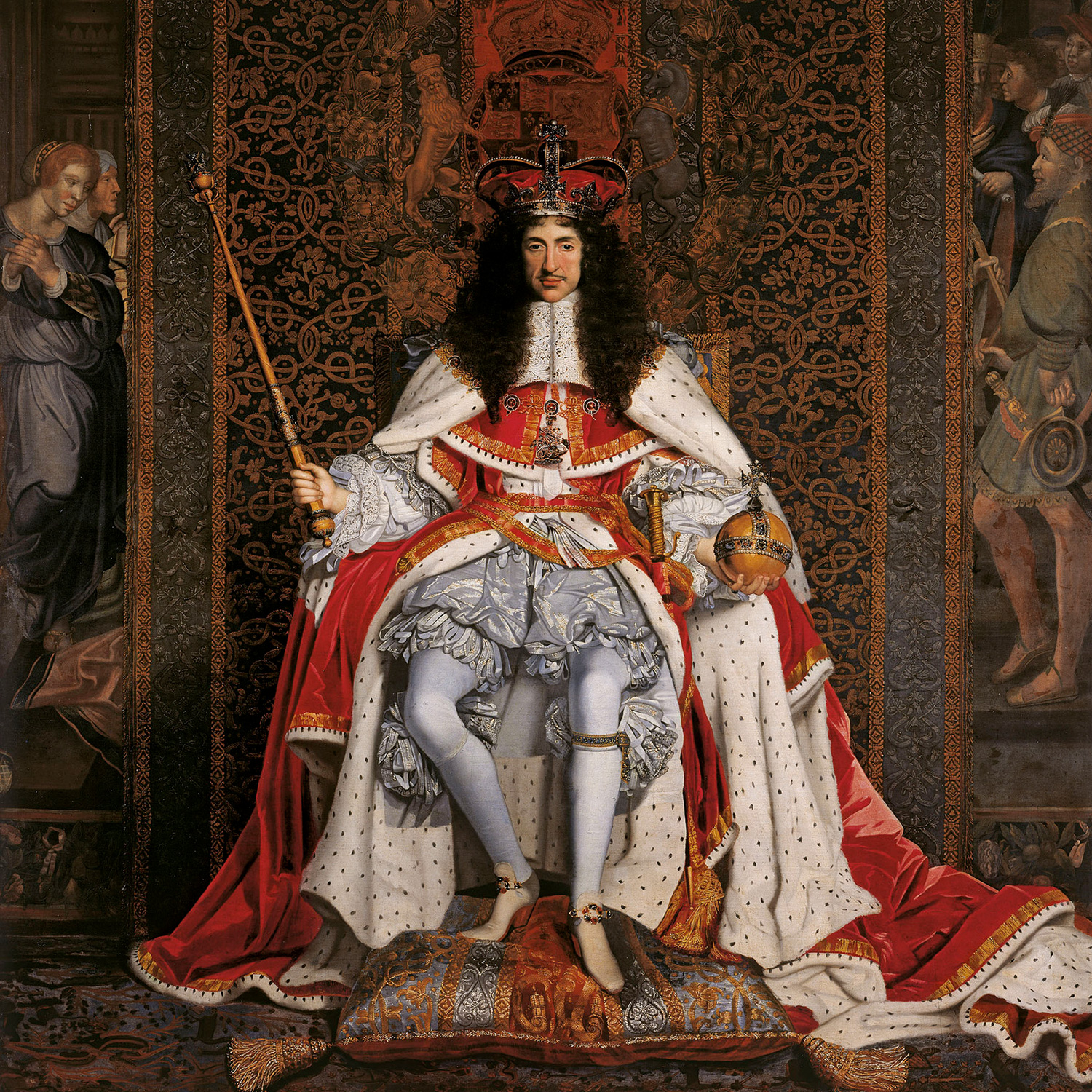
El rei Carles II, primer monarca que va regnar després de la Restauració, per John Michael Wright

El 4 d'abril de 1660, Carles II va fer la Declaració de Breda, en què exposava les condicions per acceptar la corona d'Anglaterra. El general George Monck va organitzar un nou Parlament assembleari, que es reuní per primera vegada el 25 d'abril. El 8 de maig, aquest parlament va proclamar que el rei Carles II era el monarca legítim des de l'execució de Carles I el 30 de gener de 1649. Carles va abandonar el seu exili a La Haia el 23 i va desembarcar a Dover (Anglaterra) el 25 de maig. Va entrar a Londres el 29 de maig, dia del seu aniversari. Per a celebrar "el Retorn de sa Majestat al seu Parlament", el 29 de maig va ser declarada festa oficial, popularment coneguda com l'Oak Apple Day. Va ser coronat a l'Abadia de Westminster el 23 d'abril de 1661.
El Parlament cavalier ("cavalier" era l'apel·latiu pel que es coneixia als reialistes anglesos) es va reunir per primera vegada el 8 de maig de 1661 i hauria de durar més de 17 anys, essent finalment dissolt el 24 de gener de 1679. Com el parlament precedent, va estar compost principalment per reialistes. També va ser conegut com a "Pensionary Parliament" per les nombroses pensions que va atorgar als partidaris del rei.
Molts reialistes exiliats van retornar, i van ser recompensats. El príncep Robert del Palatinat va tornar al servei d'Anglaterra, va ser designat membre del Consell privat i se li va atorgar una pensió perpètua. George Goring, I comte de Norwich va recuperar el lloc de capità de la guàrdia del rei i va rebre una pensió. També va tornar Marmaduke Langdale i se li va atorgar el títol de "Baró Langdale." William Cavendish, marquès de Newcastle, va recuperar la major part de les seues possessions al seu retorn. L'any 1666 va ser investit amb l'Orde de la Lligacama (que li havia estat atorgada l'any 1650), i fou promogut a duc el 16 de març de 1665.

## Regicides i rebels
La Llei d'Indemnització i Oblit, que va ser promulgada el 29 d'agost de 1660, perdonava tota traïció passada a la corona, però específicament excloïa les persones involucrades en el judici i execució de Carles I. 31 dels 59 commissionats que havien signat la pena de mort encara eren vius.
En els judicis que es van derivar, dotze dels acusats van ser condemnats a mort, entre ells tots els homes de la cinquena Monarquia. Thomas Harrison va ser la primera persona sentenciada: era el dissetè dels 59 que van signar la pena de mort de Carles I l'any 1649. Va ser el primer regicida condemnat a ser penjat, esventrat i esquarterat perquè el nou govern encara el considerava una amenaça real a l'ordre restablert.
A l'octubre de 1660, a Charing Cross o Tyburn, Londres, van ser penjats, esventrats i esquarterats deu dels signataris de la pena de mort: Thomas Harrison, John Jones, Adrian Scroope, John Carew, Thomas Scot i Gregory Clement; el predicador Hugh Peters; Francis Hacker i Daniel Axtel, que comandaven la guàrdia durant el judici i execució del rei i John Cooke, l'advocat que va actuar com a fiscal.
El 6 de gener de 1661, 50 partidaris de la cinquena Monarquia, encapçalats per un bodeguer anomenat Thomas Venner, van intentar prendre possessió de Londres en nom del "Rei Jesús". La majoria dels implicats van morir en la baralla o van ser fets presoners. El 19 i el 21 de gener, Venner i altres 10 van ser penjats, esventrats i esquarterats per alta traïció.
John Okey, un dels regicides que havia signat la pena de mort de Carles I, va ser capturat a Holanda junt a Miles Corbet, amic i advocat de Cromwell i a John Barkstead, antic agutzil de la Torre de Londres. Tots tres van ser duts a Londres i van ser empresonats a la Torre. Des d'ací van ser portats a Tyburn per ser penjats, esventrats i esquarterats. Altres 19 van ser empresonats per vida.
Oliver Cromwell, Henry Ireton, el jutge Thomas Pride i el jutge John Bradshaw van ser condemnats a títol pòstum per alta traïció. Atès que el Parlament és un tribunal, el suprerior del país, una llei de proscripció és un acte legislatiu que declara a una persona culpable de traïció o felonia i que evita un procés judicial regular. El gener de 1661 es van exhumar els cadàvers de Cromwell, Ireton i Bradshaw, i van ser penjats de cadenes a Tyburn.

### Restitució d'alguns títols de la Commonwealth
Les constitucions de la Commonwealth atorgaven al Lord Protector la prerrogativa, anteriorment reial, de concedir títols honorífics. Cromwell va nomenar més de 30 nous cavallers. Tots van ser declarats invàlids arran de la Restauració de Carles II, però després molts d'ells van ser restituïts pel rei, però sense caràcter hereditari, de manera que es van extingir a la mort del titular.
Carles II també va restituir la meitat dels dotze títols de baronet concedits per Cromwell. Només dos d'aquests perviuen avui dia.
L'únic vescomtat hereditari concedit per Cromwell, el vescomtat de Howard, continua avui dia. L'abril del 1661, a Howard li va ser concedit el títol de comte de Carlisle, Vescomte Howard de Morpeth i Baró Dacre de Gillesland. L'actual comte és descendent directe d'aquesta creació de Cromwell i restitució de la Restauració.

## Altres efectes
Amb el canvi de règim, el puritanisme va perdre influència. Es van reobrir els teatres que havien estat tancats durant el període de protectorat d'Oliver Cromwell i la llicenciosa 'Comèdia de la Restauració' esdevingué un gènere recognoscible. A més, per primera vegada es va permetre a les dones pujar als escenaris. A Escòcia es va reinstaurar l'Episcopat.
El nou règim monàrquic va voler recuperar el que pogué de col·lecció d'art de Carles I, que el règim republicà havia posat en venda per finançar el nou estat i liquidar deutes amb els proveïdors de la monarquia de Carles I. Les obres que havien deixat el país es van perdre per sempre, però la resta es va perseguir amb molta tenacitat. Al final del regnat de Carles II s'estimà que s'havien perdut definitivament només unes 300 pintures.
Per celebrar la Restauració la República dels Països Baixos va regalar a Carles II la col·lecció d'art coneguda com la "Donació neerlandesa", composta per pintures, escultures, mobles i un iot.